# Crucianella schischkinii
Crucianella schischkinii là một loài thực vật có hoa trong họ Thiến thảo. Loài này được Lincz. mô tả khoa học đầu tiên năm 1958.